# Ławeczka Aleksandra Doby w Trzebieży
Ławeczka Aleksandra Doby w Trzebieży – uliczny pomnik polskiego podróżnika Aleksandra Doby, mieszczący się przy ścieżce spacerowo-przyrodniczej o nazwie „Promenada im. Aleksandra Doby” w Trzebieży.
Decyzję o wybudowaniu pomnika podjęto czerwcu 2021 roku na sesji rady miasta. Na budowę pomnika z brązu z pieniędzy gminy przeznaczono w budżecie 330 tysięcy złotych.
Odsłonięcia pomnika dokonano 9 września 2023 roku, czyli w dniu, w którym Aleksander Doba skończyłby 77 lat. Gospodarzem uroczystości był Władysław Diakun, burmistrz Polic. Udział w wydarzeniu wzięli m.in. żona Aleksandra Doby – Gabriela Doba, wnuczki Olga i Agata, siostra Wanda Kędzia, a także wojewoda zachodniopomorski – Zbigniew Bogucki, przewodnicząca Sejmiku Województwa Zachodniopomorskiego – Teresa Kalina oraz zastępca burmistrza Swarzędza – Grzegorz Taterka.